# New Providence (New Jersey)
New Providence ist eine Siedlung (Borough) im Union County, New Jersey, USA. Das U.S. Census Bureau ermittelte bei der Volkszählung 2020 eine Einwohnerzahl von 13.650.
New Providence wurde 1809 gegründet.

## Geographie
Die geographischen Koordinaten der Stadt sind 40°42'2" nördliche Breite und 74°24'11" westliche Länge.
Nach den Angaben des United States Census Bureaus hat die Stadt eine Gesamtfläche von 9,5 km2, wobei keine Wasserflächen miteinberechnet sind.

## Demographie
Nach der Volkszählung von 2000 gibt es 11.907 Menschen, 4.404 Haushalte und 3.307 Familien in der Stadt. Die Bevölkerungsdichte beträgt 1.249,3 Einwohner pro km2. 89,77 % der Bevölkerung sind Weiße, 0,88 % Afroamerikaner, 0,03 % amerikanische Ureinwohner, 7,60 % Asiaten, 0,03 % pazifische Insulaner, 0,68 % anderer Herkunft und 1,01 % Mischlinge. 3,50 % sind Latinos unterschiedlicher Abstammung.
Von den 4.404 Haushalten haben 37,9 % Kinder unter 18 Jahre. 66,3 % davon sind verheiratete, zusammenlebende Paare, 6,3 % sind alleinerziehende Mütter, 24,9 % sind keine Familien, 21,4 % bestehen aus Singlehaushalten und 15,3 % der Menschen sind älter als 65. Die Durchschnittshaushaltsgröße beträgt 2,67, die Durchschnittsfamiliengröße 3,13.
26,3 % der Bevölkerung sind unter 18 Jahre alt, 4,0 % zwischen 18 und 24, 31,0 % zwischen 25 und 44, 23,3 % zwischen 45 und 64, 15,3 % älter als 65. Das Durchschnittsalter beträgt 39 Jahre. Das Verhältnis Frauen zu Männer beträgt 100:94,0, für Menschen älter als 18 Jahre beträgt das Verhältnis 100:90,3.
Das jährliche Durchschnittseinkommen der Haushalte beträgt 90.964 USD, das Durchschnittseinkommen der Familien 105.013 USD. Männer haben ein Durchschnittseinkommen von 72.926 USD, Frauen 46.948 USD. Das Prokopfeinkommen der Stadt beträgt 42.995 USD. 1,8 % der Bevölkerung und 1,3 % der Familien leben unterhalb der Armutsgrenze, davon sind 1,0 % Kinder oder Jugendliche jünger als 18 Jahre und 2,0 % der Menschen sind älter als 65.